# Macroteleia lambertoni
Macroteleia lambertoni är en stekelart som beskrevs av Jean-Jacques Kieffer 1917. Macroteleia lambertoni ingår i släktet Macroteleia och familjen Scelionidae. Inga underarter finns listade i Catalogue of Life.